# نزاع غينيا الجديدة الغربية

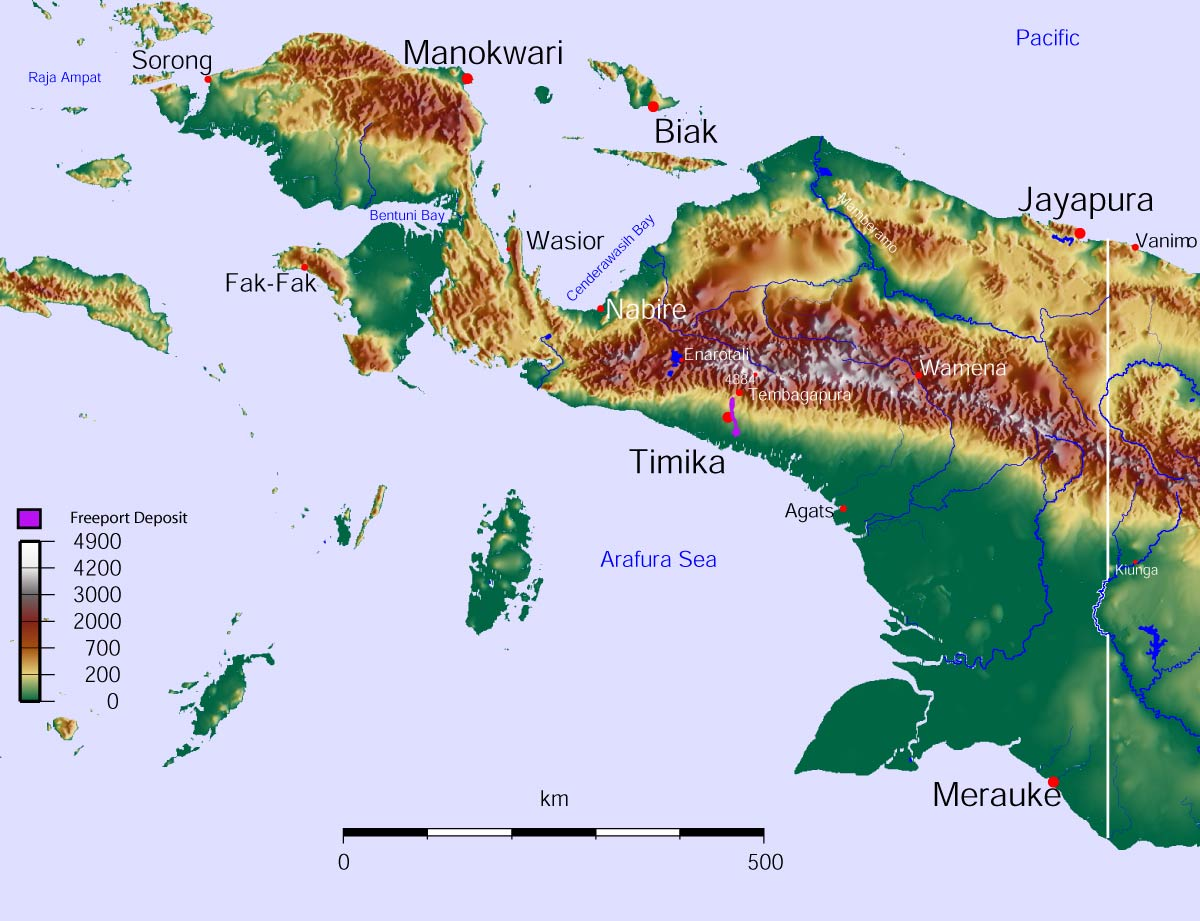

نزاع غينيا الجديدة الغربية (1950-1962)، المعروف أيضًا باسم نزاع إيريان الغربية، كان نزاعًا دبلوماسيًا وسياسيًا بين هولندا وإندونيسيا حول أراضي غينيا الجديدة الهولندية. تنازلت هولندا عن سيادتها لإندونيسيا في 27 ديسمبر من العام 1949، بعد صراع الاستقلال، لكن الحكومة الإندونيسية ظلت تطالب دائمًا بالنصف الخاضع للسيطرة الهولندية من غينيا الجديدة، معتبرة أنها كانت تنتمي إلى جزر الهند الشرقية الهولندية وأن جمهورية إندونيسيا الجديدة هي الخليفة الشرعي للمستعمرة الهولندية السابقة.
خلال المرحلة الأولى من النزاع (1950-1954)، عقدت إندونيسيا مفاوضات ثنائية مع هولندا. خلال المرحلة الثانية (1954-1958)، حاولت إندونيسيا رفع الدعم لمطالبها الإقليمية أمام الجمعية العامة للأمم المتحدة. خلال المرحلة الثالثة (1960-1962)، اتبعت إندونيسيا سياسة المواجهة ضد هولندا التي جمعت بين الضغط الدبلوماسي والسياسي والاقتصادي مع القوة العسكرية المحدودة. هذا وتضمنت المرحلة الأخيرة من المواجهة مع إندونيسيا غزوًا عسكريًا مخططًا للإقليم. حصل الإندونيسيون على أسلحة عسكرية ودعم سياسي وعسكري من الاتحاد السوفيتي، ما دفع الولايات المتحدة إلى التدخل في الصراع طرفًا ثالثًا متوسطًا بين إندونيسيا وهولندا. بعد اتفاق نيويورك في 15 أغسطس من العام 1962، سلمت هولندا، تحت ضغط الولايات المتحدة، غينيا الجديدة الغربية إلى سلطة تنفيذية مؤقتة تابعة للأمم المتحدة، والتي سلمت الإقليم لاحقًا إلى إندونيسيا في 1 مايو من العام 1963. بعد استفتاء مثير للجدل في عام 1969، دمجت غينيا الجديدة الغربية رسميًا مع إندونيسيا.

## الخلفية التاريخية

### الأصول
قبل وصول الهولنديين، كانت هناك إمارتان إندونيسيتان تعرفان باسم سلطنة تيدور وسلطنة تيرنات تدعيان السيادة على غينيا الجديدة الغربية. كانت هذه السلطنات تنظر لغينيا الجديدة الغربية كمصدر للتوابل وريش طيور الجنة وعبيد بابوا. في عام 1828، أنشأت هولندا مستوطنة في غرب غينيا الجديدة، ما أعلنت سيادتها على جزء من الجزيرة يقع غرب خط الطول 141 درجة. كان النشاط الهولندي في غينيا الجديدة بحده الأدنى حتى عام 1898، عندما أنشأ الهولنديون مركزًا إداريًا، تبعه لاحقًا المبشرون والتجار الهولنديون. تحت الحكم الهولندي، طورت الروابط التجارية بين غرب غينيا الجديدة وشرق إندونيسيا. في عام 1883، قسمت غينيا الجديدة بين هولندا وبريطانيا وألمانيا. مع احتلال أستراليا للأراضي التابعة لألمانيا في عام 1914. في عام 1901، اشترت هولندا رسميًا غينيا الجديدة الغربية من سلطنة تيدور، وضمتها إلى جزر الهند الشرقية الهولندية. خلال الحرب العالمية الثانية، احتل اليابانيون غينيا الجديدة الغربية، لكن الحلفاء استعادوا السيطرة عليها لاحقًا، وأعادوا السيطرة الهولندية على الإقليم.
بعد الثورة الوطنية الإندونيسية، نقلت هولندا السيادة رسميًا إلى الولايات المتحدة الإندونيسية، الدولة التي خلفت جزر الهند الشرقية الهولندية، في 27 ديسمبر من العام 1949. لكن الهولنديون رفضوا ضم غينيا الجديدة الهولندية إلى جمهورية إندونيسيا الجديدة واتخذوا خطوات لتحضيرها للاستقلال كدولة منفصلة. بعد فشل الهولنديين والإندونيسيين في حل خلافاتهم حول غينيا الجديدة الغربية خلال مؤتمر الطاولة المستديرة الهولندي الإندونيسي في أواخر عام 1949، تقرر الحفاظ على الوضع الراهن للإقليم ومن ثم التفاوض عليه بشكل ثنائي بعد عام واحد من الاتفاق.لكن فشل الجانبان بحل خلافاتهما في عام 1950، ما دفع الرئيس الإندونيسي سوكارنو إلى اتهام الهولنديين بالتراجع عن وعودهم بالتفاوض بشأن تسليم الإقليم. في 17 أغسطس /ن العام 1950، حل سوكارنو الولايات المتحدة الإندونيسية وأعلن جمهورية إندونيسيا الموحدة.

### ادعاءات متضاربة
جادل الهولنديون بأن المنطقة لا تنتمي إلى إندونيسيا لأن سكان بابوا الميلانيزيين كانوا مختلفين عرقيًا وجغرافيًا عن الإندونيسيين، وكانوا دائمًا يُدارون بشكل منفصل، ولم يشاركوا في الثورة الإندونيسية وأن البابويين لا يريدون أن يكونوا تحت السيطرة الإندونيسية. وفقًا للعالم السياسي آريند ليبارت، تضمنت الدوافع الهولندية الأساسية الأخرى الموارد الاقتصادية المربحة لغينيا الجديدة الغربية، وأهميتها الاستراتيجية كقاعدة بحرية هولندية، بالإضافة إلى دورها المحتمل في إيواء فائض السكان في هولندا بما في ذلك الأوراسيين الذين نزحوا بسبب الثورة الإندونيسية. هذا وأراد الهولنديون الحفاظ على وجود إقليمي وتأمين مصالحهم الاقتصادية في إندونيسيا.
في المقابل، اعتبر الإندونيسيون غينيا الجديدة الغربية جزءًا لا يتجزأ من إندونيسيا على أساس أن إندونيسيا كانت الحكومة التي ورثت جزر الهند الشرقية الهولندية. انعكست هذه المشاعر في الشعار الثوري الإندونيسي الشهير «إندونيسيا حرة - من سابانج إلى ميراوك». كما تأثرت المشاعر الوحدوية الإندونيسية بحقيقة أن العديد من السجناء السياسيين الإندونيسيين قد اعتقلوا في معسكر اعتقال بعيدة تقع شمال ميراوك يُدعى بوفين ديغويل قبل الحرب العالمية الثانية. هذا وأكد سوكارنو أن استمرار الوجود الهولندي في غينيا الجديدة الغربية عقبة أمام عملية بناء الأمة في إندونيسيا وأنه يشجع الحركات الانفصالية.

## الجانب السياسي

### الوحدوية الإندونيسية
بين عامي 1950 و 1953، حاولت هولندا وإندونيسيا حل النزاع من خلال المفاوضات الثنائية. لم تنجح هذه المفاوضات ودفعت الحكومتين إلى تشديد موقفهما. في 15 فبراير 1952، صوّت البرلمان الهولندي لدمج غينيا الجديدة في الأراضي الهولندية. بعد ذلك، رفضت هولندا إجراء مزيد من المناقشات حول مسألة السيادة واعتبرت القضية مغلقة. ردًا على ذلك، اتخذ الرئيس سوكارنو موقفًا أكثر تشددًا تجاه الهولنديين. في البداية، حاول دون جدوى إجبار الحكومة الإندونيسية على إلغاء اتفاقيات المائدة المستديرة واعتماد عقوبات اقتصادية، لكنه قوبل بالرفض من قبل مجلس وزراء ناتسير. لم يوقف سوكارنو هذا الرادع، حيث جعل من استعادة غرب إريان أولوية مهمة في رئاسته وسعى لشحذ الدعم الشعبي من الجمهور الإندونيسي لهذا الهدف خلال العديد من خطاباته بين عامي 1951 و 1952.
بحلول عام 1953، أصبح النزاع قضية مركزية في السياسة الداخلية الإندونيسية. دعمت جميع الأحزاب السياسية عبر التشكيلة السياسية الإندونيسية، ولا سيما الحزب الشيوعي الإندونيسي (بّي كيه آي)، جهود سوكارنو لدمج غرب إيريان في جمهورية إندونيسيا. وفقًا للمؤرخين أودري وجورج ماكترنان كاهين، فإن موقف بّي كيه آي المؤيد للاندماج ساعد الحزب على إعادة بناء قاعدته السياسية وتعزيز أوراق اعتماده كحزب شيوعي قومي يدعم سوكارنو.

## حل النزاع

### اتفاق نيويورك
بحلول عام 1961، أصبحت حكومة الولايات المتحدة قلقة بشأن شراء الجيش الإندونيسي للأسلحة والمعدات السوفيتية بهدف شن غزو مخطط لغينيا الجديدة الغربية. خافت إدارة كينيدي من الانجراف الإندونيسي نحو الشيوعية وأرادت إقناع سوكارنو وإبعاده عن الكتلة السوفيتية والصين الشيوعية. أرادت الحكومة الأمريكية أيضًا إصلاح العلاقات مع جاكرتا، تلك العلاقات التي تدهورت بسبب الدعم السري لإدارة أيزنهاور للانتفاضات الإقليمية في سومطرة وسولاويزي. أقنعت هذه العوامل إدارة كينيدي بالتدخل دبلوماسيًا لإيجاد حل سلمي للنزاع، وقد كان هذا الحل في صالح إندونيسيا.
طوال عام 1962، سهّل الدبلوماسي الأمريكي إلسورث بانكر مفاوضات رفيعة المستوى بين الحكومتين الهولندية والإندونيسية. أسفرت هذه المحادثات المطولة عن تسوية سلمية عُرفت باسم اتفاقية نيويورك في 15 أغسطس من العام 1962. كإجراء لحفظ ماء الوجه، سلم الهولنديون غينيا الجديدة الغربية إلى سلطة تنفيذية مؤقتة مؤقتة للأمم المتحدة في 1 أكتوبر 1962، والتي تنازلت بدورها عن الإقليم لإندونيسيا في 1 مايو 1963، ما أنهى الصراع رسميًا. نص جزء من اتفاقية نيويورك على إجراء استفتاء عام في سنة 1969 لتحديد ما إذا كان سكان بابوا سيختارون البقاء في إندونيسيا أو الاستقلال والسعي لتقرير المصير.

### نتائج الاتفاق
في حين أن الدبلوماسية الأمريكية تجنبت تصعيد النزاع ليتحول حربًا شاملة بين إندونيسيا وهولندا، فشلت واشنطن في الفوز على الرئيس سوكارنو، الذي حوّل انتباهه، مدعومًا بنجاحه في حملة غينيا الجديدة الغربية، إلى المستعمرة البريطانية ماليزيا، ما أدى إلى المواجهة الإندونيسية الماليزية التي أدت إلى تدهور علاقات إندونيسيا مع الغرب. في النهاية، أطح بالرئيس سوكارنو أثناء محاولة الانقلاب الإندونيسي عام 1965 واستبدل لاحقًا بسوهارتو الموالي للغرب. إضافة إلى ذلك، كانت شركة التعدين الأمريكية فريبورت - ماكروران مهتمة باستغلال رواسب النحاس والذهب في غينيا الجديدة الغربية.
في أعقاب قانون الخيار الحر لعام 1969، دمجت غينيا الجديدة الغربية رسميًا بجمهورية إندونيسيا. بدلًا من استفتاء 816.000 من سكان بابوا، سُمح لـ 1022 فقط من ممثلي قبائل بابوا بالتصويت، وأُجبروا على التصويت لصالح الاندماج. انتقد العديد من المراقبين الدوليين، بمن فيهم الصحفيون والدبلوماسيون، الاستفتاء باعتباره مزورًا، لكن الولايات المتحدة وأستراليا دعموا جهود إندونيسيا لضمان قبول الأمم المتحدة للتصويت المؤيد للاندماج. في العام نفسه، صوتت 84 دولة من الدول الأعضاء في الأمم المتحدة لصالح قبول النتيجة، وامتنعت 30 دولة أخرى عن التصويت. بسبب جهود هولندا للترويج للهوية الوطنية لسكان بابوا الغربية، رفض عدد كبير من سكان بابوا قبول اندماج الإقليم في إندونيسيا. شكل هؤلاء منظمة بابوا ميرديكا الانفصالية (حركة بابوا الحرة) وشنوا تمردًا ضد السلطات الإندونيسية، وهو ما يزال مستمرًا حتى يومنا هذا.